# Municipio de Fawn (condado de York)
El municipio de Fawn (en inglés: Fawn Township) es un municipio ubicado en el condado de York en el estado estadounidense de Pensilvania. En el año 2000 tenía una población de 2,727 habitantes y una densidad poblacional de 38,9 personas por km².

## Geografía
El municipio de Fawn se encuentra ubicado en las coordenadas 39°44′00″N 76°26′59″O / 39.73333, -76.44972.

## Demografía
Según la Oficina del Censo en 2000 los ingresos medios por hogar en la localidad eran de $54,018 y los ingresos medios por familia eran $60,104. Los hombres tenían unos ingresos medios de $39,484 frente a los $27,321 para las mujeres. La renta per cápita para la localidad era de $20,271. Alrededor del 3,0% de la población estaban por debajo del umbral de pobreza.